# Feldioara (okręg Kluż)
Feldioara (węg. Melegföldvár) – wieś w Rumunii, w okręgu Kluż, w gminie Cătina. W 2011 roku liczyła 565 mieszkańców.